# Cerkiew św. Jana Chrzciciela w Berkeley
Cerkiew św. Jana Chrzciciela – prawosławna cerkiew parafialna w Berkeley.
Cerkiew powstała po 1950 na potrzeby rosnącej wspólnoty prawosławnej zrzeszonej w parafii św. Jana Chrzciciela w Berkeley. Została urządzona w wykupionym przez parafię budynku u zbiegu ulic Essex i Adeline.